# Penicillium herquei
Penicillium herquei är en svampart som beskrevs av Bainier & Sartory 1912. Penicillium herquei ingår i släktet Penicillium och familjen Trichocomaceae.   Inga underarter finns listade i Catalogue of Life.